# توم لونغ
توم لونغ هو محامي وسياسي كندي، ولد في 1958. حزبياً، نشط في Canadian Alliance ‏.